# Maserati A6
Maserati A6 — сімейство різноманітних автомобілів які виготовлялись з 1947 по 1956 роки італійським виробником спортивних автомобілів Maserati.

## Опис

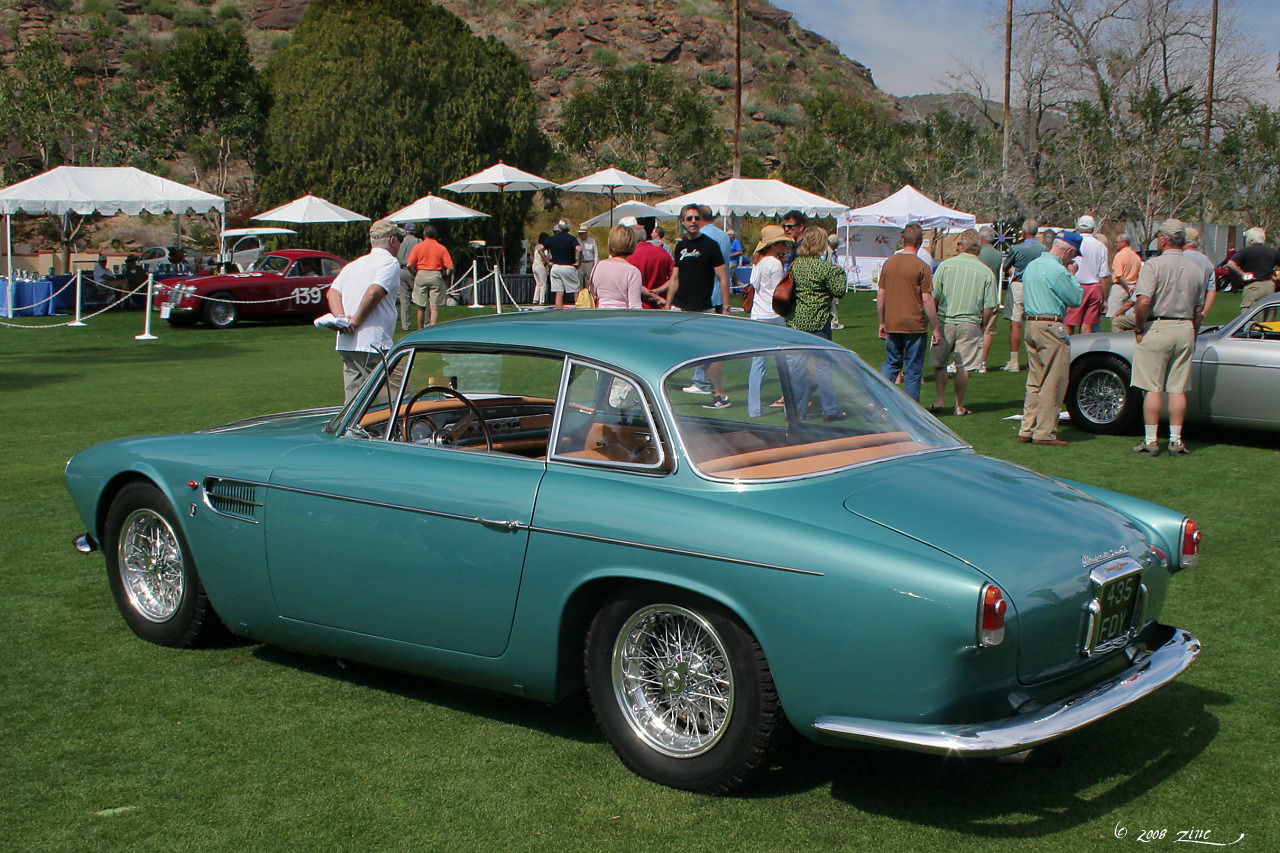
Maserati A6G 2000 Allemano Coupe 1956

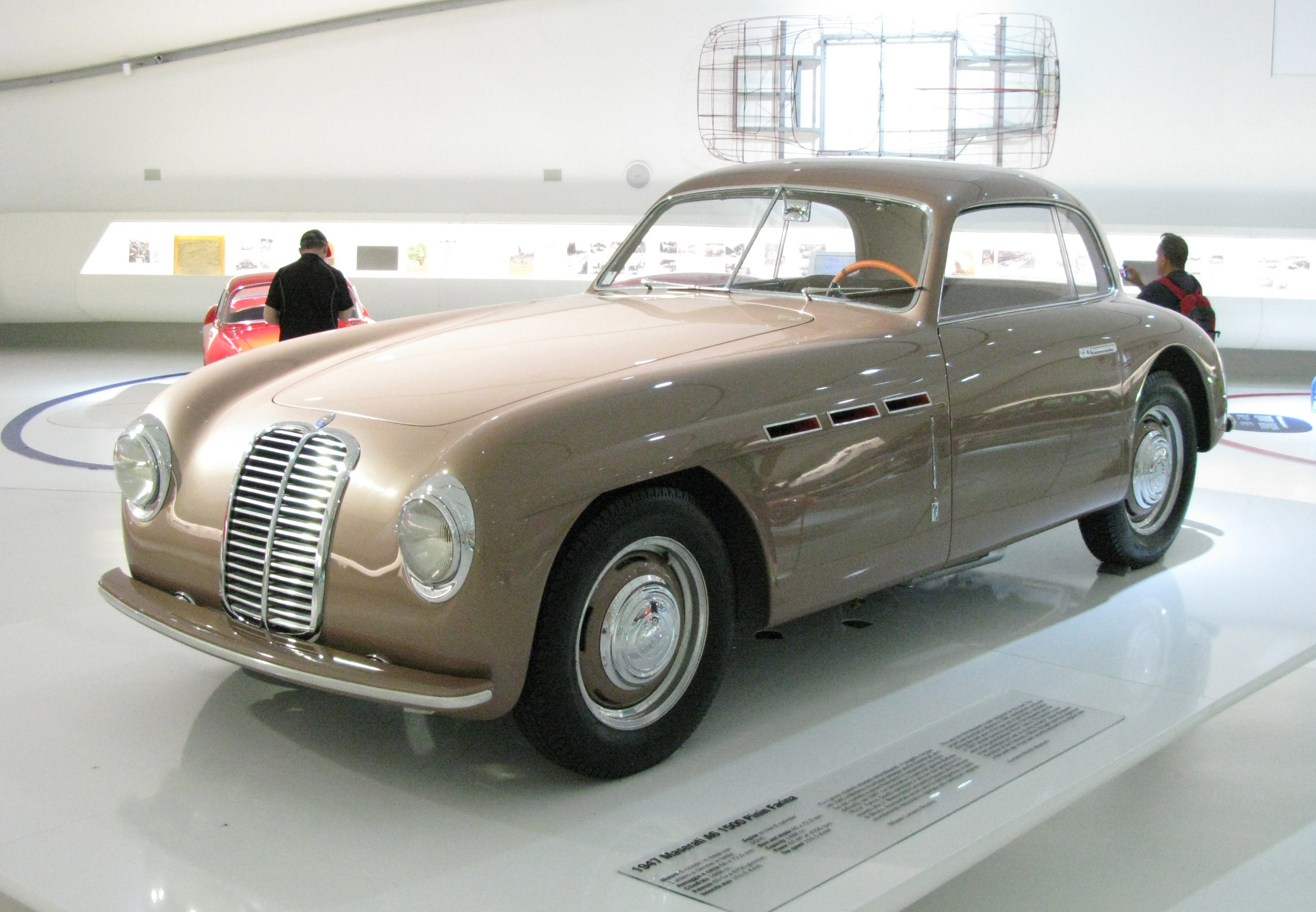
Maserati A6 1947

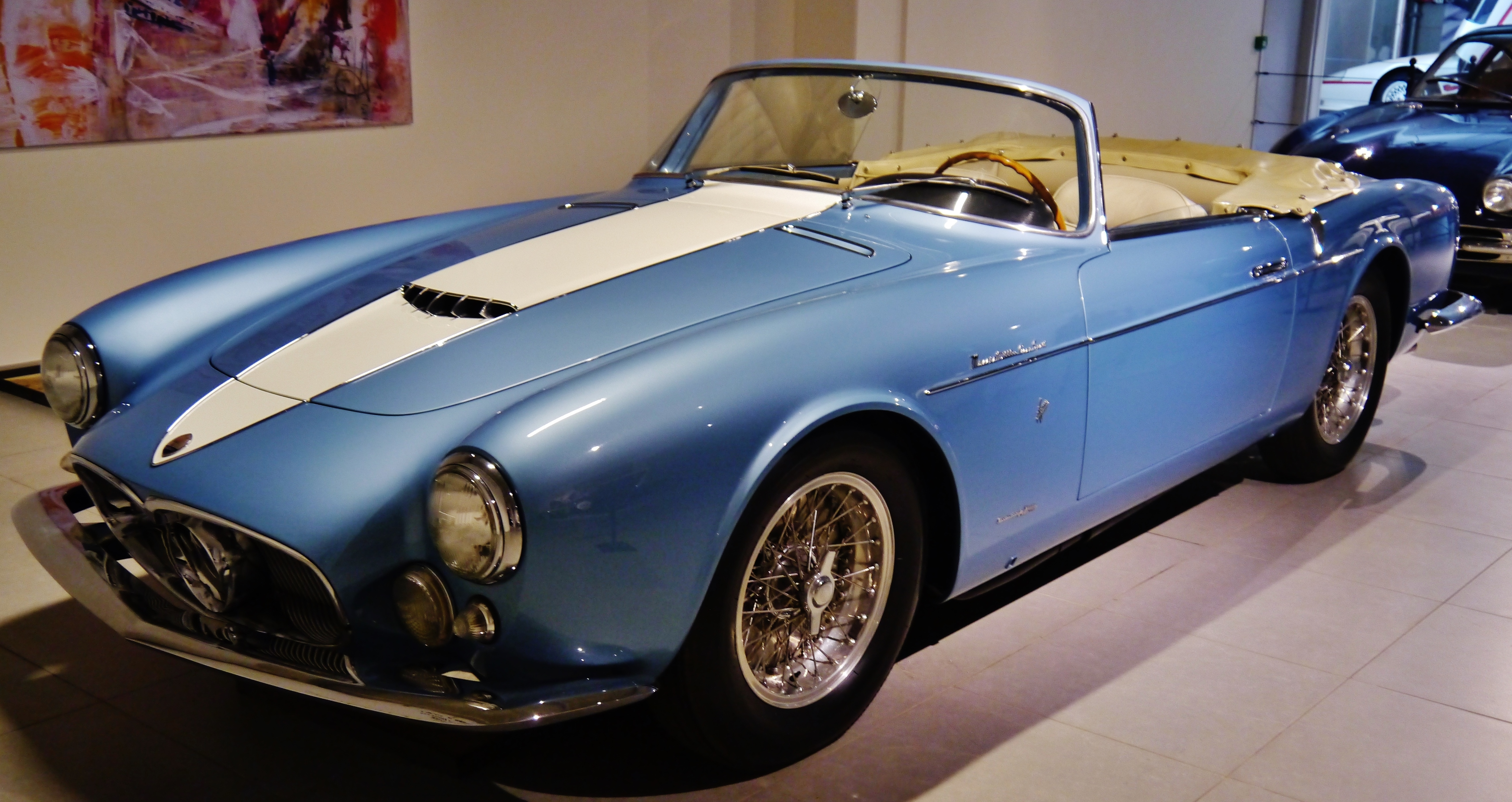
Maserati A6G/54 Frua Spider 1957

Автомобіль названий на честь імені Альфьєрі Мазераті (один з братів Maserati, творців Maserati) і рядного шестициліндрового двигуна.
1,5-літровий рядний шестициліндровий був названий A6 TR (Testa Riportata), і був заснований на довоєнних Maserati 6CM, 65 к.с. (48 кВт). Він вперше з'явився на A6 Sport або Tipo 6CS/46, прототипі Barchetta, розробленому Ернесто Мазераті і Альберто Массіміно. Це стало основою для дводверного купе A6 1500 Pininfarina, вперше показаного в 1947 році на міжнародному автосалоні в Женеві (всього виготовлено 59 авто) і кабріолета показаного в 1948 році на Торінському автосалоні (всього виготовлено 2 екземпляри).
2-літровий рядний шестициліндровий (120 к.с.) був використаний в двохмісному A6 GCS, «G» означає Ghisa, блок з чавуну, і «CS» позначає Corsa і Sports. Також під такою назвою виготовили одномісну гоночну версію вагою 580 кг, що вперше з'явився в Модені 1947 року під управлінням Луїджі Віллорезі і Альберто Аскарі, яка у 1948 році під управлінням Джованні Бракко виграла чемпіонат Італії. З 1947 по 1953 роки виготовлено 15 автомобілів, з яких є двомісні (вагою 630 кг).
Zagato, Pininfarina, Pietro Frua, Ghia, Bertone, Carrozzeria Allemano і Vignale виготовляли кузова для автомобілів Maserati A6G з кузовами купе і кабріолет.

## Двигуни
- 1.5 L	SOHC I6 65/90 к.с.
- 2.0 L	SOHC I6 100 к.с.